# Terence

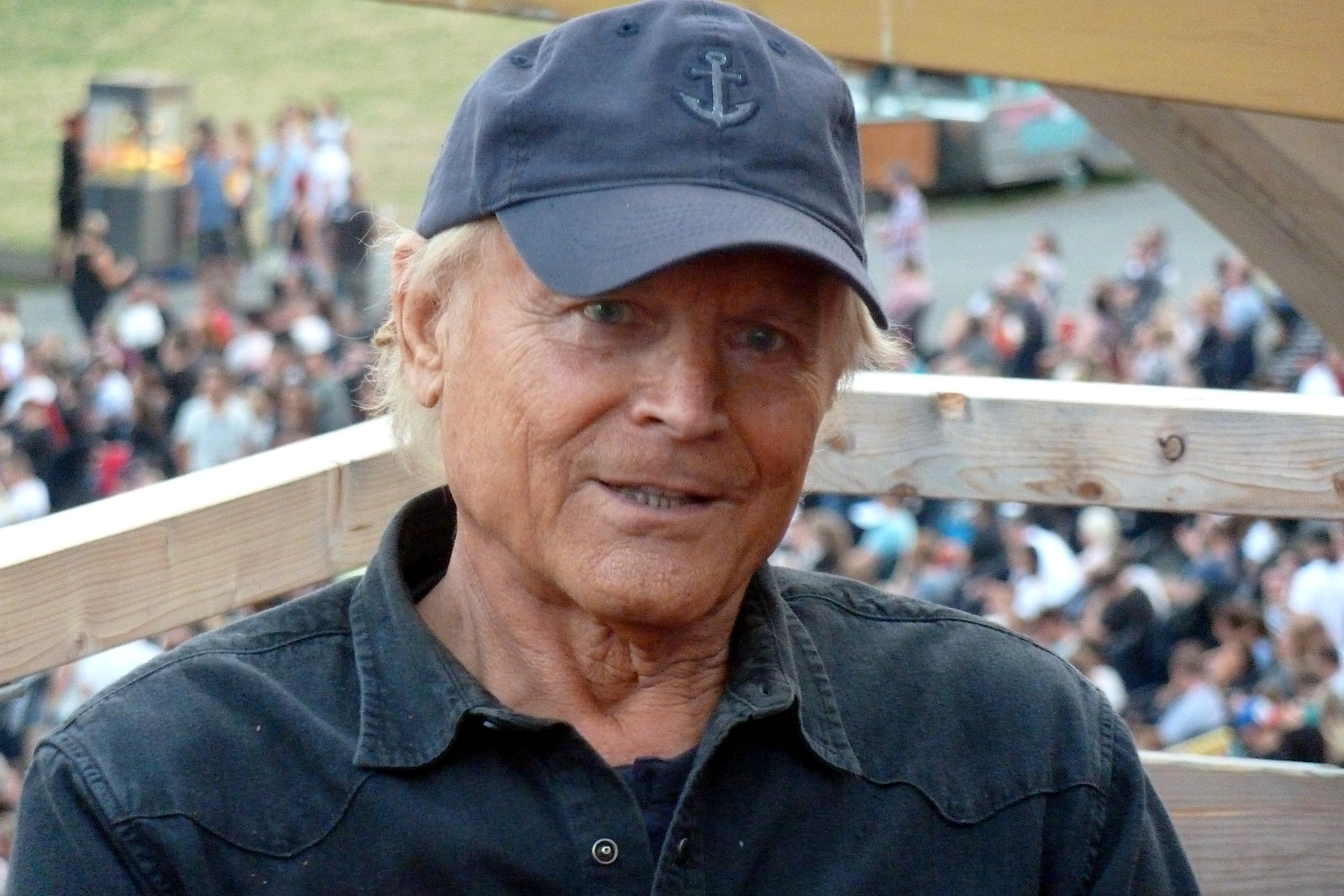
Terence Hill, 2018

Terence oder Terrence ist ein männlicher Vorname aus dem anglophonen Sprachgebiet.

## Herkunft und Bedeutung
Der Name leitet sich wahrscheinlich vom Gentilnomen der römischen Familie Terentius ab, dessen Bedeutung unbekannt ist. Weiterhin ist Terence der englische Name des antiken römischen Schriftstellers Terenz († 159/158 v. Chr.)
Kurzform: Terry

## Namensträger

### Terence
- Terence Burns, Baron Burns (* 1944), britischer Ökonom und Politiker
- Terence Conran (1931–2020), britischer Designer
- Terence James Cooke (1921–1983), Erzbischof von New York
- Terence Trent D’Arby (* 1962), Künstlername des US-amerikanischen Sängers Sananda Maitreya
- Terence Davies (1933–2022), australischer Ruderer
- Terence Davies (1945–2023), britischer Regisseur, Drehbuchautor und Schauspieler
- Terence Davis (* 1997), US-amerikanischer Basketballspieler
- Terence Fisher (1904–1980), britischer Regisseur
- Terence Hill (* 1939), Künstlername des italienischen Schauspielers und Regisseurs Mario Girotti
- Terence Horgan (* 1948), US-amerikanischer Philosoph
- Terence Ingold (1905–2010), britischer Mykologe und Hochschullehrer
- Terence McKenna (1946–2000), US-amerikanischer Ethnopharmakologe und Philosoph
- Terence Steven McQueen (1930–1980), Geburtsname des Schauspielers Steve McQueen
- Terence Morgan (1921–2005), britischer Schauspieler
- Terence Osborn Ranger (1929–2015), britischer Historiker
- Terence Rattigan (1911–1977), britischer Dramaturg
- Terence Schofield (* 1948), US-amerikanischer Basketballspieler und -trainer
- Terence Stamp (1938–2025), britischer Schauspieler
- Terence Tao (* 1975), australischer Mathematiker
- Terence Weber (* 1996), deutscher Nordischer Kombinierer
- Terence Hanbury White (1906–1964), britischer Schriftsteller
- Terence Wynn (* 1946), britischer Politiker
- Terence Young (1915–1994), britischer Regisseur

### Terrence
- Terrence Agard (* 1990), niederländischer Leichtathlet aus Curaçao
- Terrence Bollea (1953–2025), Geburtsname des US-amerikanischen Wrestlers und Schauspielers Hulk Hogan
- Terrence Boyd (* 1991), deutsch-US-amerikanischer Fußballspieler
- Terrence Howard (* 1969), US-amerikanischer Schauspieler
- Terrence Jennings (* 1986), US-amerikanischer Taekwondoin
- Terrence Malick (* 1943), US-amerikanischer Regisseur
- Terrence Mann (* 1951), US-amerikanischer Musical-, Film- und Fernsehschauspieler
- Terrence McCann (1934–2006), US-amerikanischer Ringer
- Terrence McNally (1938–2020), US-amerikanischer Dramatiker
- Terrence E. Peabody (* 1939), Geschäftsmann
- Terrence Roberts (* 1941), US-amerikanischer Bürgerrechtler
- Terrence Ross (* 1991), US-amerikanischer Basketballspieler
- Terrence J. Sejnowski (* 1947), Neurowissenschaftler
- Terrence Trammell (* 1978), US-amerikanischer Leichtathlet
- Terrence W. Wilcutt (* 1949), US-amerikanischer Astronaut